# Pânca
Pânca falu Romániában, Erdélyben, Fehér megyében.

## Fekvése
Buzásbocsárd közelében fekvő település.

## Története
Pânca korábban Buzásbocsárdhoz tartozott, 1954-ben vált külön településsé.
A 2002-es népszámláláskor 19 lakosa volt.